# Kada Hasbajja
Kada Hasbajja (arab. قضاء حاصبيا) – jednostka administracyjna w Libanie, należąca do muhafazy An-Nabatijja. Kada zamieszkiwana jest przede wszystkim przez sunnitów i druzów, mniejszość stanowią chrześcijanie (głównie prawosławni).

## Wybory parlamentarne
Okręg wyborczy obejmujący kady Hasbajja i Mardż Ujun, reprezentowany jest w libańskim Zgromadzeniu Narodowym przez 5 deputowanych (2 szyitów, 1 sunnitę, 1 druza i 1 prawosławnego chrześcijanina).